# Línea 410 (Santiago de Chile)
La Línea 410 de Red (anteriormente llamado Transantiago) tiene como nombre 410 Renca - Providencia, y une la comuna de Renca, con la comuna de  Providencia ubicada en el sector oriente de la capital, abasteciendo también a un sector importante de la ya comuna mencionada; teniendo como eje principales como la Avenida Arturo Prat y la Avenida José Manuel Balmaceda. Además, opera en horas punta mañana un servicio expreso, denominado 410e, que llega desde Renca hasta Providencia, no en sentido inverso.
Forma parte de la Unidad 6 de Red, operada por Redbus Urbano, correspondiéndole el color Rojo y Blanco del nuevo esquema de pintura a los buses eléctricos.

## Historia
La línea 410 fue concebida como una rutas del plan original de Transantiago. Su preponderancia aumenta al ser una línea que recorre el oriente de Providencia a Renca y además llega al Metro Pedro de Valdivia pasando por Avenida Providencia.
En noviembre del 2012, comienza a operar el expreso 410e desde Renca hasta Providencia.
El 28 de febrero de 2019 el recorrido pasó ser distribuida por Redbus Urbano debido al fin de la operación de Alsacia desde el 22 de octubre de 2018.

## Trazado

### 410 Renca - Providencia
| - Comuna de Renca - Esmeralda - José Miguel Infante - Condell - Arturo Prat - Manuel Rodriguez - Av. José Manuel Balmaceda - Nicanor Fajardo - Domingo Santa María - Senador Jaime Guzman - Costanera Norte - Comuna de Santiago - Costanera Norte - Comuna de Providencia - Costanera Norte - Av. Pedro de Valdivia | - Comuna de Providencia - Av. Providencia - Pio Nono - Comuna de Santiago - Bellavista - Santa María - Costanera Norte - Comuna de Renca - Costanera Norte - Senador Jaime Guzman - Domingo Santa María - Estrecho de Magallanes - Av. José Manuel Balmaceda - Manuel Rodriguez - Arturo Prat - Condell - Topocalma |

### 410e Renca - Providencia
| - Comuna de Renca - Brasil - Av. Vicuña Mackenna - José Miguel Infante - Condell - Costanera Norte - Comuna de Santiago - Costanera Norte - Comuna de Providencia - Costanera Norte - Av. Pedro de Valdivia |

## Puntos de Interés
- Plaza de Renca
- Municipalidad de Renca
- Metro Pedro de Valdivia